# برتیواوی‌فالو
 برتیواوی‌فالو (به مجاری: Berettyóújfalu) در هایدو-بیهار در کشور مجارستان واقع شده‌است. جمعیت این شهر ۱۵٫۶۴۷ نفر  است.